# العلاقات الموريتانية الموزمبيقية
العلاقات الموريتانية الموزمبيقية هي العلاقات الثنائية التي تجمع بين موريتانيا وموزمبيق.

## مقارنة بين البلدين
هذه مقارنة عامة ومرجعية للدولتين:
| وجه المقارنة                                              | موريتانيا                 | موزمبيق          |
| --------------------------------------------------------- | ------------------------- | ---------------- |
| المساحة (كم2)                                             | 1.03 مليون                | 801.59 ألف       |
| عدد السكان (نسمة)                                         | 4.42 مليون                | 29.67 مليون      |
| الكثافة السكانية (ن./كم²)                                 | 4.29                      | 37.01            |
| العاصمة                                                   | نواكشوط                   | مابوتو           |
| اللغة الرسمية                                             | اللغة العربية، لغة فرنسية | اللغة البرتغالية |
| العملة                                                    | أوقية موريتانية، أوقية ‏   | متكال موزمبيقي   |
| الناتج المحلي الإجمالي (بليون دولار)                      | 5.02 مليار                | 12.33 مليار      |
| الناتج المحلي الإجمالي (تعادل القوة الشرائية) بليون دولار |                           | 33.35 مليار      |
| الناتج المحلي الإجمالي الاسمي للفرد دولار أمريكي          |                           | 529              |
| الناتج المحلي الإجمالي للفرد دولار أمريكي                 | 3.91 ألف                  | 1.13 ألف         |
| مؤشر التنمية البشرية                                      | 0.506                     | 0.416            |
| رمز المكالمات الدولي                                      | +222                      | +258             |
| رمز الإنترنت                                              | .mr                       | .mz              |
| المنطقة الزمنية                                           | 00                        | ت ع م+02:00      |

## منظمات دولية مشتركة
يشترك البلدان في عضوية مجموعة من المنظمات الدولية، منها:
| علم المنظمة | اسم المنظمة                                 | تاريخ انضمام موريتانيا | تاريخ انضمام موزمبيق |
| ----------- | ------------------------------------------- | ---------------------- | -------------------- |
|             | منظمة التجارة العالمية                      | 31 مايو 1995           | ?                    |
|             | الاتحاد الأفريقي                            | 25 مايو 1963           | ?                    |
|             | الأمم المتحدة                               | 27 أكتوبر 1961         | 16 سبتمبر 1975       |
|             | مجموعة دول أفريقيا والكاريبي والمحيط الهادئ | ?                      | ?                    |
|             | الاتحاد الدولي للاتصالات                    | 18 أبريل 1962          | 4 نوفمبر 1975        |
|             | منظمة التعاون الإسلامي                      | ?                      | ?                    |
|             | يونسكو                                      | 10 يناير 1962          | 11 أكتوبر 1976       |
|             | الاتحاد البريدي العالمي                     | ?                      | ?                    |
|             | مؤسسة التنمية الدولية                       | 10 سبتمبر 1963         | 24 سبتمبر 1984       |
|             | منظمة حظر الأسلحة الكيميائية                | ?                      | ?                    |
|             | وكالة ضمان الاستثمار متعدد الأطراف          | 8 سبتمبر 1992          | 23 نوفمبر 1994       |
|             | منظمة الشرطة الجنائية الدولية               | ?                      | ?                    |
|             | مؤسسة التمويل الدولية                       | 29 ديسمبر 1967         | 24 سبتمبر 1984       |
|             | البنك الدولي للإنشاء والتعمير               | 10 سبتمبر 1963         | 24 سبتمبر 1984       |
|             | البنك الإفريقي للتنمية                      | ?                      | ?                    |
|             | المركز الدولي لتسوية المنازعات الاستشارية   | 14 أكتوبر 1966         | 7 يوليو 1995         |

## وصلات خارجية
- موقع وزارة الخارجية الموزمبيقية